# Synagoga w Bychowie
Synagoga w Bychowie (biał. Сінагога ў Быхаве) – żydowska bóżnica z początku XVII wieku. Jedna z najstarszych zachowanych na Białorusi synagog obronnych. Jest jedną z czterech bóżnic na Białorusi, gdzie do dziś zachowały się oryginalne bimy. 

## Historia
Została zbudowana w latach dwudziestych XVII wieku w stylu baroku jako obiekt nie tylko religijny, ale również obronny – z grubymi murami, okrągłą basztą na rogu i wysoko położonymi oknami. W czasach radzieckich zamieniona na magazyn, obecnie znajduje się w ruinie. 

## Galeria

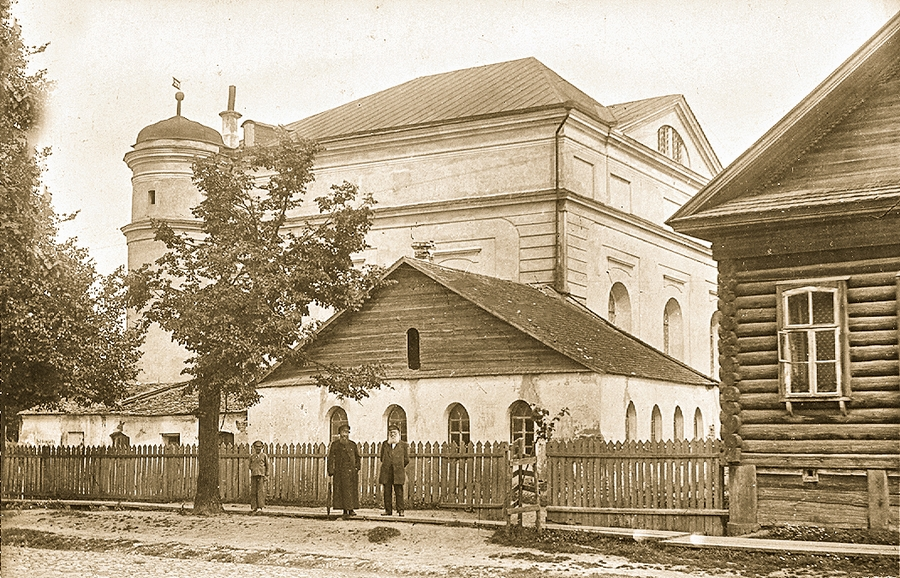
Synagoga w 1897 roku
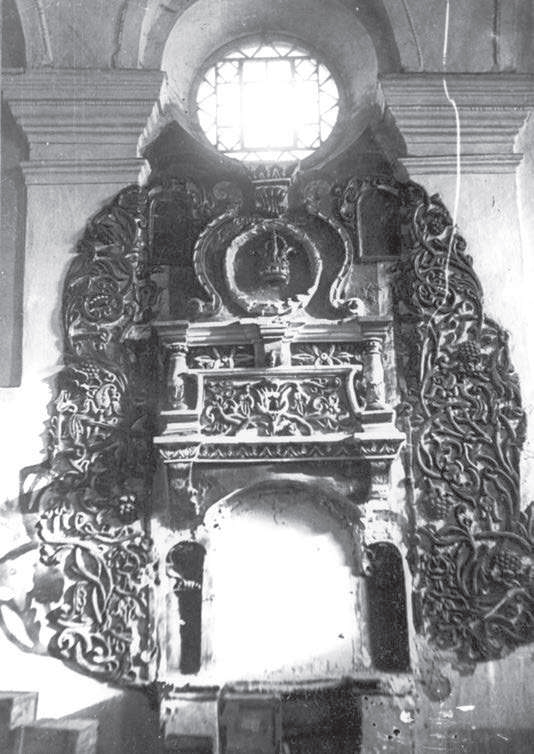
Aron ha-kodesz, lata 30. XX w.
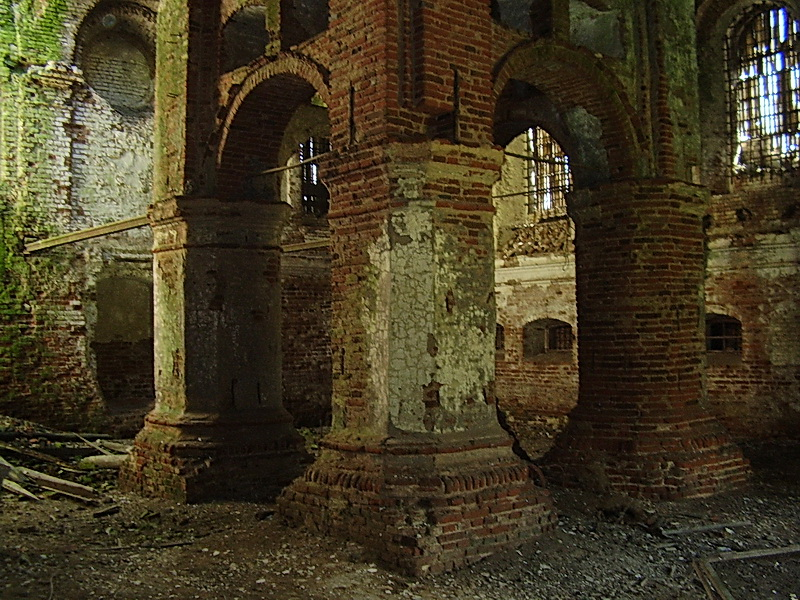
Bima, 2007 r.